# SQuiz Chemie
De Scholierenquiz Chemie (SQuiz Chemie) was een populair-wetenschappelijke quiz, georganiseerd door een aantal scheikundige studieverenigingen. De deelnemers aan deze quiz waren middelbare scholieren van de bovenbouw van havo en vwo. Na de SQuiz van 2010 is door het landelijk bestuur besloten geen nationaal opgezette wedstrijd meer te organiseren en de stichting op te heffen. Er zijn inmiddels plannen voor vergelijkbare wedstrijden op regionaal niveau.
Gedurende het bestaan van de landelijke SQuiz van 2004—2010, bestond de SQuiz uit twee ronden: een regionale voorronde en een landelijke eindronde. De regioronden werden gehouden op de deelnemende universiteiten en de eindronde vond plaats aan een universiteit of bij een chemisch bedrijf of instelling. Zo werd in 2005 en 2006 de eindronde van de SQuiz georganiseerd door AkzoNobel en in 2007 en 2008 door Shell. In 2009 en 2010 was de Universiteit Utrecht de gastheer.
In 2010 waren er zeven studieverenigingen betrokken bij de SQuiz, zodat er op zeven locaties een voorronde georganiseerd is. De betrokken studieverenigingen waren: 
- Amsterdams Chemisch Dispuut van de Universiteit van Amsterdam
- Chemisch Dispuut Leiden van de Universiteit Leiden
- C.T.S.G. Alembic van de Universiteit Twente
- T.S.V. 'Jan Pieter Minckelers' van de Technische Universiteit Eindhoven
- Technologisch Gezelschap van de Technische Universiteit Delft
- U.S.S. Proton van de Universiteit Utrecht
- V.C.M.W. Sigma van de Radboud Universiteit Nijmegen

In het verleden deden ook de De Chemische Binding van de Rijksuniversiteit Groningen en VCSVU van de Vrije Universiteit Amsterdam mee.
De SQuiz onderscheidt zich van andere scheikundige wedstrijden, zoals de Scheikunde Olympiade, doordat de quiz alleen uit meerkeuzevragen bestaat die met een klein beetje scheikundekennis en vooral logisch nadenken te beantwoorden zijn. Daarbij wordt iedere vraag vergezeld door een live demonstratie-experiment of een filmpje, als het experiment te gevaarlijk is.